# عاشقان اتل
عاشقان اتل (انگلیسی: Ethel's Romeos) یک فیلم کمدی صامت کوتاه به کارگردانی ادوین میدلتون است که در سال ۱۹۱۵ منتشر شد. از بازیگران این فیلم می‌توان به باد راس و اولیور هاردی اشاره کرد.